# Схема вязания
Схема вязания — набор письменных инструкций о том, как связать изделия спицами или крючком.
Схемы вязания — это технические рисунки, по которым вяжутся изделия.

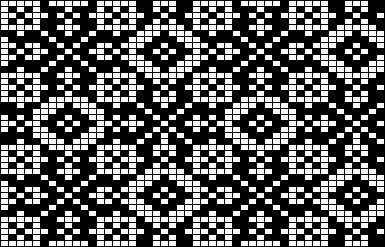
Цветовая схема

## Формы

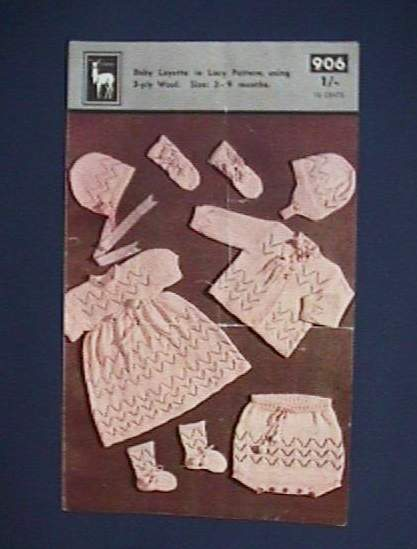

Существуют две основные формы узоров вязания:
- Текстовые шаблоны, в которых используются цифры и слова (и обычно сокращения), и
- Графические паттерны, использующие символы на графике.

Некоторые схемы включают полные инструкции в обеих формах, так как некоторые вязальщицы предпочитают одну или другую.
Некоторые шаблоны смешивают формы, чтобы использовать лучшее из каждого. Например, начало и конец паттерна можно описать текстом, а повторяющийся рисунок — диаграммой.
Каждый рисунок для вязания обычно имеет свои собственные сокращения и символы или ссылается на стандарт. Не существует единого авторитетного источника символики вязания и аббревиатур вязания, поэтому существует несколько стандартов. Обе формы используют соглашение о последовательных номерах строк; счетчик строк часто используется для отслеживания хода выполнения шаблона.

### Текстовые узоры
Детали текстового узора могут варьироваться от общего описания до подробных пошаговых инструкций. Сокращения при вязании используются для краткости.
Текстовые шаблоны обычно содержат последовательные инструкции, которым необходимо следовать, а также могут содержать полезные советы.

### Графические паттерны
Графические схемы используют матрицу блоков, заполненных буквами и символами, для описания трикотажных петель, обычно с одной петлей на блок.
Образцы схем обеспечивают визуальную обратную связь об относительном положении петель. Они могут иметь цветовую кодировку для многоцветного вязания.

## Список типичных графических символов
Типичные символы:
- : (пустой) лицевая петля (Л) с лицевой стороны; изнаночная на изнаночной стороне
- - : изнаночные (П) с правой стороны; вязать изнаночной стороной
- o : накид (YO) Схема вязания — Кардиган для девочек Paragon Листовка № 49

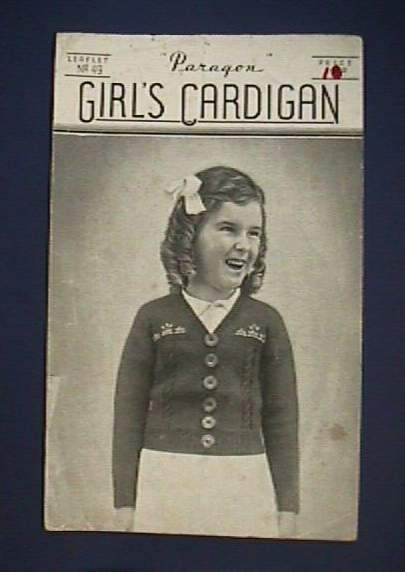
Схема вязания — Кардиган для девочек Paragon Листовка № 49

- \ : снять, снять, вязать (сск) на лицевую сторону; сбн, сбн, изн (ссп) на изнаночной стороне
- / : лиц 2 вместе (2вместе лиц) с правой стороны; 2 изнаночные вместе (2изн вместе) на изнаночной стороне

Косы могут быть обозначены диагональными линиями через несколько блоков, чтобы указать количество петель и направление «косы».
Могут использоваться другие символы, уникальные для конкретного шаблона.

## Схемы вязания для машин
Схему вязания изделия на плосковязальном автомате составляют на основании разработанных, на первом этапе проектирования, лекал деталей на которой отмечают основные участки вязания.